# Jan Nieser
Jan Nieser (eigentlich: Johann Nieser; hist. auch: Jan Neizer, Jan Niezer) (* 1756 in Accada (heute Akwidaa in Ghana); † 1822 in Elmina, heutiges Ghana) war ein berühmter und einflussreicher afroeuropäischer Sklavenhändler auf der westafrikanischen Goldküste, der insbesondere im atlantischen Sklavenhandel tätig war. Er galt seinerzeit als einer der reichsten Mulattenhändler auf diesem Küstenabschnitt überhaupt. Zudem spielte er auch eine aktive Rolle in der Politik zur Zeit der frühen Aschanti-Kriege zu Beginn des 19. Jahrhunderts.

## Herkunft und Jugend
Johann Nieser war der Sohn eines deutschen medizinischen Assistenten in holländischen Diensten und einer einheimischen Frau namens Manzang. Wie Nieser später behauptete, waren sowohl seine Mutter, als auch seine Großmutter in Elmina geboren worden und in ihren Adern floss das Blut der Königsfamilie von Eguafo (das Groß-Commany der Europäer).
Im Jahre 1764 gingen Vater und Sohn nach Europa, wo der junge Jan Nieser zunächst zur Schule ging. Kurz vor 1770 kehrte Jan Nieser, diesmal alleine, an die Goldküste zurück, wo er für 16 Jahre in holländischen Diensten stand, zunächst als Soldat und später als Assistent der zivilen Verwaltung. 1785 besuchte Jan Nieser erneut Europa, wahrscheinlich von der Idee getragen, Grundlagen für einen Start als ein mit europäischen Firmen verbundener Privathändler auf der Goldküste zu schaffen. Dies gelang ihm auch, denn er schloss einen Vertrag mit Louyssen & Son, eines der größten niederländischen Handelshäuser der damaligen Zeit, die sich u. a. auch im Sklavenhandel betätigten.

## Stationen als Händler auf der Goldküste

### Elmina

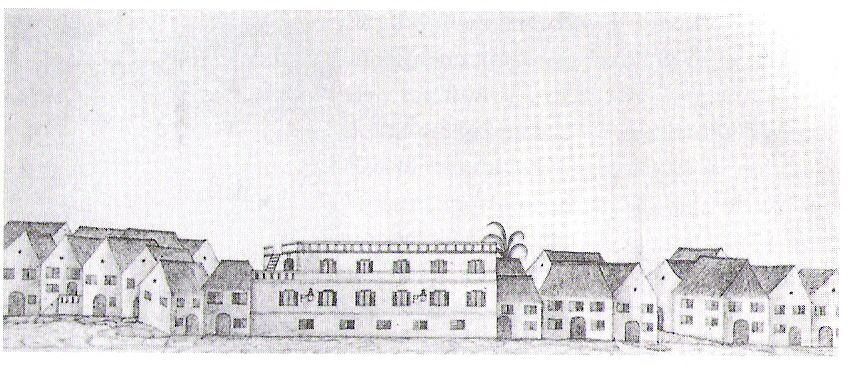
Das Haus Jan Niesers in Elmina, 1792

Wieder zurück auf der Goldküste bekam er, da er kein offizieller Händler der Niederländisch-Westindischen Compagnie (W.I.C.) war, das gesamte System an Schwierigkeiten zu spüren, welche die restriktive Handelspolitik der holländischen Monopolgesellschaft in Bezug auf den Westafrikahandel mit sich brachte. Dennoch gelang es Nieser in dieser Zeit, sich als einflussreicher Händler in Elmina zu etablieren. Zum Zeitpunkt der Auflösung der W.I.C. und der damit einhergehenden Öffnung des niederländischen Westafrikahandels war Jan Nieser der größte Privathändler Elminas.

### Accra
Im Jahre 1793 siedelte Nieser nach Accra um, da das Sklavengeschäft in Elmina, wie er an Louyssen schrieb, nicht mehr vorteilhaft betrieben werden könne. Der Grund hierfür war zweifelsohne der sich abzeichnende und immer mehr zuspitzende Konflikt zwischen Fantis und Aschanti, was zu einer Sperrung der Handelsrouten aus dem Landesinneren nach Elmina seitens der Fantis führte, insbesondere die im Langdistanzhandel mit dem oberen und mittleren Niger genutzten Routen waren davon betroffen. In Accra baute sich Nieser zunächst ein eigenes Haus und versuchte sich öffentlich Anerkennung zu verschaffen, indem er Zahlungen an die Stadtkasse von Accra leistete, die er selbst als „Bürgerrecht“ oder „custom“ bezeichnete, sowie Geschenke an diverse Häuptlinge im Hinterland von Accra gehen ließ. Accra war insofern ein bedeutender Standort, da es der Endpunkt der sogenannten östlichen Handelsrouten war, die fast alle über Asante liefen und, obwohl länger und beschwerlicher als die Westrouten, vor den aschantischen Erzfeinden, Fante und Akim, weitgehend sicher waren. Daneben waren in Accra auch alle drei kolonialen europäischen Nationen, die auf der Goldküste Handel trieben, vertreten, was zusätzlich ein gewisses Sicherheitsgefühl entstehen ließ. Daher konzentrierte sich der Warenverkehr zwischen Asante und der Küste seit der Sperrung der Westrouten hauptsächlich auf Accra. Ein jeder der aschantischen „Boers“, wie die Holländer die mächtigen Großhändler im Landesinnern bezeichneten, hatte auch mindestens einen seiner Handelsvertreter in Accra. Im September 1794 schrieb Nieser an Louyssen, dass er inzwischen auch im Landesinnern gut bekannt sei und er daher 500 Sklaven und mehr pro Jahr liefern könne, neben Gold und Elfenbein.
Insgesamt war das Überseehandelsgeschäft an der Goldküste risikoreich, da der Nachschub an Sklaven mit Fluktuationen behaftet war und im hohen Maß von Kriegen und Naturkatastrophen im Landesinnern abhängig war. Auch Gold und Elfenbein waren, wenn überhaupt, nur sporadisch zu erhalten. Hinzu kam der Kriegszustand in Europa, der eine ernsthafte Störung im Handel von und nach der westafrikanischen Küste bedeutete. Für die holländischen Posten auf der Goldküste war 1794 der Beginn einer fast ununterbrochenen, zwanzig Jahre andauernden Krise, die durch eine zunehmende Knappheit in der Versorgung mit Handelsware aus Europa gekennzeichnet war. Jan Nieser schien diese Zeit auch nur wirtschaftlich überlebt zu haben, da er sich neue Lieferwege zu den Dänen und Engländern schuf und sich auch nicht scheute, seine Waren an die Schiffe anderer Nationen zu verkaufen. Letzteres erzeugte allerdings neue Probleme, denn im Jahre 1804 drohte der Kommandant des englischen Forts in Accra, John Swanzy, mit der Bombardierung von Nieser's Anwesen, sollte dieser noch einmal versuchen, auf der Reede vor Accra Sklaven an Schiffe zu verladen zu lassen, die eine andere Flagge führten, als die englische.
Im Jahre 1806 kam es zum Krieg zwischen den Accraern und anderen unmittelbar im benachbarten Küstenbereich ansässigen Volksgruppen auf der einen Seite und den Bewohnern der Akwapimer Berge und deren Verbündeten auf der anderen. Dabei kam es jedoch zu einem Verrat, als einer der Accra-Leute, ein Mann namens Apho, dem Feind mittels Trommelsprache die Aufmarschpunkte der Accraer und ihrer Verbündeten übermittelte. Noch bevor alle Verbündeten versammelt waren, konnten die Akwapimer den Sieg für sich verbuchen. Vom besagten Apho wurde anschließend Rechenschaft hierfür gefordert, dieser flüchtete jedoch zu Jan Nieser, für den er einmal in früherer Zeit tätig gewesen war. Nieser war jedoch so unvorsichtig, besagtem Apho Asyl zu gewähren. Der tobende Mob belagerte daraufhin Niesers Haus, das ohnehin einer Festung glich, und begann, die Häuser der unmittelbaren Nachbarschaft, zu plündern und niederzubrennen. Es gab einige Tote. Schließlich begann man auch die Mauern, die Niesers Anwesen umgaben, niederzureißen. Der holländische Kommandant vom nahegelegenen Fort Crevecoeur, unter dessen Schutz Nieser und sein Anwesen stand und auch der dänische Gouverneur versuchten in dem Streit zu vermitteln, denn beide hatten ein berechtigtes Interesse daran, gewaltsame Konflikte vor ihren Toren zu vermeiden. Die Vermittlungsversuche der beiden Kommandanten hinsichtlich des Apho schlugen jedoch fehl, sodass sich Nieser schließlich gezwungen sah, den Apho der wütenden Menge auszuliefern, der daraufhin ermordet und zerstückelt wurde.

### Erneut Elmina
Nach Jahren zunehmender Feindseligkeit kam es Anfang 1806 zum Ausbruch des Krieges zwischen Asante und einem Fanti-Bündnis, das inzwischen als Gegenpol zur aschantischen Invasionsgefahr entstanden war. Eine starke Aschanti-Armee setzte über den Pra und drang tief in das Fantigebiet ein. Bei Abora kam es schließlich zur entscheidenden Schlacht, in der die Fantis und ihre Verbündeten unterlagen.
Die Querelen in Accra und die Nachricht von der erfolgreichen aschantischen Expedition in das Fantiland nährten die Hoffnung auf nun dauerhaft offene Handelswege zwischen Asante und Elmina, was Nieser veranlasste, erneut nach Elmina umzusiedeln. Immerhin hatte er über seine Mutter verwandtschaftliche Beziehungen zur Königsfamilie von Eguafo und auch seine Frau, Quaba, entstammte der einheimischen Aristokratie in Elmina, so dass er bereits eine sehr etablierte und mächtige Position in Elmina und dessen nordwestlichen Hinterland besaß. In Accra ließ er jedoch einen Sohn zurück, der hier für ihn als Handelsagent tätig sein sollte.
Im Jahre 1809 kommt es zu einem Angriff einer vereinten Armee aus Fanti-, Wassaw- und Fetu-Kontingenten auf Elmina. Jan Nieser unterstützte damals nach eigenen Angaben die Elminaer mit Waffen und Munition im Wert von 11.000 nfl. und ca. 200 Mann kämpften unter seiner Führung mit gegen die Angreifer. Er schlug auch dem holländischen Rat auf Elmina vor, dem König von Ahanta Handelsgüter im Wert von 200 Unzen Gold anzubieten als Belohnung, wenn dieser auf Seiten Elminas in den Krieg eingriff. Nieser bot in diesem Zusammenhang an, die Hälfte dieser Summe selbst zu übernehmen. Allerdings weigerte sich der Ahanta-König, sich an diesen Konflikt in irgendeiner Form zu beteiligen. Dennoch konnte man in Elmina mit Niesers Hilfe und unter Einsatz des holländischen Militärs der Fanti-Belagerung lange Zeit widerstehen, bis sie schließlich von aschantischen Streitkräften entsetzt wurden.
Als im März 1813 die holländische Mulattengarnison auf der Festung Elmina gegen ihre Vorgesetzten rebellierte, findet man erneut Nieser's Name in den Annalen wieder. Der Grund für die Rebellion war, dass sich die holländischen Offiziellen mangels Nachschub aus Europa nicht in der Lage sahen, den Mulattensoldaten ihren Sold auszuzahlen. Lediglich ein großzügiges Darlehen seitens von Jan Nieser und dem Auftreten seiner bewaffneten Privatarmee war es zu verdanken, dass die Meuterei unterdrückt werden konnte und die Holländer ihre Position in Elmina behaupten konnten.

## Verhaftung und Reise nach den Niederlanden
Im März 1818 ordnete der damalige holländische Generaldirektor auf Elmina, Herman Willem Daendels, die Arrestierung von Jan Nieser an in Vorbereitung eines Gerichtsverfahrens, das von ihn gegen Nieser angestrengt worden war. Der Vorwurf gegenüber Jan Nieser lautete, dass dieser sich der holländischen Autorität widersetzt habe und dass er versucht habe, die traditionellen Herrscher dazu aufzuhetzen, ihn (Daendels) persönlich ermorden zu lassen. Des Weiteren hätte Nieser bewaffnete Unterstützer aus Eguafo nach Elmina bringen lassen, um hier mit diesen seine Stärke zu demonstrieren und hätte zudem auch noch seine Sklaven bewaffnet, damit diese einem holländischen Beamten besser Widerstand leisten konnten, welcher versucht hatte, Nieser an einem Geschäft in Cape Coast zu hindern, bei dem es um luso-brasilianischen Tabak ging.
Im Mai 1818 starb jedoch Daendels auf Elmina, was den holländischen Rat in eine peinliche Situation brachte. Nieser war immer noch auf Elmina in Haft und konnte nicht ohne ernsthaften Prestigeverlust freigelassen werden. Jedoch weigerte sich der Rat auch, sich nach Daendels Forderungen zu richten, da man wenig Vertrauen in die Nützlichkeit einer Gerichtsverhandlung setzte. So entschloss sich der Rat schließlich, die Entscheidung in dieser Angelegenheit auf breitere Schultern zu verlagern. Nieser wurde die Entscheidung angeboten, entweder in Haft auf der Festung zu bleiben und auf Antwort aus Europa zu warten, oder „freiwillig“ nach Holland zu reisen, um sich dort in seiner Angelegenheit Rechtliches Gehör zu verschaffen. Nieser entschied sich nach Europa zu reisen und stach noch im Mai mit einem holländischen Schiff in See, das ihn über Suriname nach Amsterdam brachte. Nach seiner Anhörung wurden schließlich alle Vorwürfe gegen ihn fallen gelassen und ihm wurde auf der Brigg „Eendragt“ eine freie Passage wieder zurück an die Goldküste gewährt.

## Rückkehr an die Goldküste
Niesers letzte Jahre sind relativ undurchsichtig. Trotz seines allseits bejubelten Empfangs, als er am 18. Februar 1819 aus Holland wieder auf der Goldküste eintraf, war seine Rückkehr für ihn wenig erfreulich. Seine Söhne hatten in der Zwischenzeit einen Großteil seines Eigentums verkauft und seinen Wohlstand zum großen Teil verprasst, so dass er, der einst als der reichste Händler auf der ganzen Küste gegolten hat, im Jahre 1821 seine Unfähigkeit zur Begleichung einer Geldschuld in Cape Coast eingestehen musste. Im selben Jahr 1821 versuchte er noch einmal mit einigen anderen Geschäftspartnern einen Neuanfang und startete eine groß angelegte Baumwollanpflanzung außerhalb der Stadt, was sich jedoch nicht als sehr erfolgreich erwies.
Im Jahre 1822 stirbt Jan Nieser in Elmina im Alter von 66 Jahren.
Während seiner Beerdigung entstand unter den Trauernden Streit, der kurz darauf eskalierte. Nach einigen Steinwürfen sah sich ein holländischer Wachposten allerdings veranlasst, in die Festung zu flüchten. Man beantwortete die Steinwürfe mit Gewehrschüssen, was drei Menschen das Leben kostete.